# Châtaigneraie (Cantal)
Pour les articles homonymes, voir Châtaigneraie.
La Châtaigneraie (Castanhau en aurillacois), appelée aussi Châtaigneraie cantalienne, est une région naturelle de France située en Auvergne, au sud-ouest du département du Cantal.

## Géographie

### Situation
La Châtaigneraie dépasse les limites du département du Cantal, au sud, en direction du Lot et de l'Aveyron, avec une coupure bien marquée par la vallée du Lot. Elle prolonge les monts du Cantal et jouxte le Carladès à l'est. Elle est voisine de la Viadène au sud, de la Limargue à l'ouest et de la Xaintrie et du Mauriacois au nord.
La Châtaigneraie est constituée de plateaux schisteux et granitiques qui structurent un paysage composé d’une succession de sommets arrondis, profondément entaillés par le réseau hydrographique. Dans ce socle cristallin, les interfluves composés d’entrelacs de ruisseaux sont cultivés et habités, tout comme les parties sommitales, tandis que les versants abrupts sont boisés.

### Géologie
La Châtaigneraie correspond à une vieille pénéplaine de schistes et de granites, avec très peu de traces de volcanisme.

### Topographie
Composée de deux principaux bassins, le bassin de Maurs et la cuvette du Veinazès, son altitude varie entre 250 et 800 mètres. À Maurs, l'aspect méridional s'accentue, le climat y devient très doux. On distingue également deux autres sous-pays en Châtaigneraie : à l'ouest le Ségala lotois et au nord le Cantalès. Le Bassin d'Aurillac, quant à lui, constitue une entité géographique différente, même s'il est parfois inclus dans la Châtaigneraie.

Situation de la Châtaigneraie (en bleu clair) dans la région Auvergne

### Communes
Elle regroupe les quatre cantons du sud-ouest du département du Cantal, à savoir ceux de Maurs, Laroquebrou, Saint-Mamet-la-Salvetat et Montsalvy.
| Canton de Laroquebrou | Canton de Saint-Mamet-la-Salvetat | Canton de Montsalvy | Canton de Maurs |
| --- | --- | --- | --- |
| - Arnac - Ayrens - Cros-de-Montvert - Glénat - Lacapelle-Viescamp - Laroquebrou - Montvert - Nieudan - Rouffiac - Saint-Étienne-Cantalès - Saint-Gérons - Saint-Santin-Cantalès - Saint-Victor - Siran | - Cayrols - Marcolès - Omps - Parlan - Pers - Roannes-Saint-Mary - Roumégoux - Saint-Mamet-la-Salvetat - Saint-Saury - La Ségalassière - Vitrac - Le Rouget | - Calvinet - Cassaniouze - Junhac - Labesserette - Lacapelle-del-Fraisse - Ladinhac - Lafeuillade-en-Vézie - Lapeyrugue - Leucamp - Montsalvy - Sansac-Veinazès - Sénezergues - Vieillevie | - Boisset - Fournoulès - Leynhac - Maurs - Montmurat - Mourjou - Quézac - Rouziers - Saint-Antoine - Saint-Constant - Saint-Santin-de-Maurs (1) |

- (1) Saint Santin serait natif de la commune voisine de Saint-Santin d'Aveyron [3].

## Ressources et productions
La Châtaigneraie tient bien sûr son nom de la production de châtaignes. Mais on trouve ici encore de nombreuses traces d'une activité liée à la production de noix (Sénezergues) ou de sarrasin (Boisset).
Si l'élevage intensif est impossible en raison d'un relief escarpé, les paysans élevaient autrefois des chèvres et faisaient leur vin (secteur Vieillevie, Le Fel). Aujourd'hui, l'élevage de bovins lait sert la fabrication de l'AOC cantal (Saint-Mamet) et celui de porcs permet d'alimenter les filières charcutières (Le Rouget, Cayrols, Laroquebrou, Parlan...).
Depuis peu, l'agroalimentaire allie la saveur de la châtaigne à des produits nouveaux. C'est le cas de l'apéritif Le Birlou, ou encore des recettes élaborées par Louis-Bernard Puech, chef étoilé dont l'établissement est situé à Calvinet, au cœur de la Châtaigneraie.

## Tourisme
La Maison de la châtaigne à Mourjou donne de nombreuses informations sur la châtaigne et la châtaigneraie. On y trouve aussi un sécadou (séchoir à châtaigne), une épicerie des années 50, des vergers de collection, une pépinière de châtaigniers. La visite se termine par une dégustation et une boutique commercialisant les produits "châtaigne" (salés, sucrés, alcool, livres...).
Certains villages typiques méritent le détour. C'est le cas de Boisset avec ses châteaux et sa gastronomie ou de villages de charme, souvent d’origine médiévale, comme Laroquebrou, Marcolès, Maurs, Montsalvy ou Calvinet.